# Джейтун
Джейтун (до 1991 года — Банка ЛАМ) — нефтегазоконденсатное месторождение в Туркмении. Расположено в Балканской области, в юго-западной части страны, в акватории Каспийского моря на западе от города Хазар (Челекен). Открыто в 1967 году. Освоение началось в 1978 году. Входит в туркменский нефтяной проект Челекен. Глубина моря составляет от 15 м до 30 м.
Относится к Западно-Туркменской нефтегазоносной области.
Нефтеносность связана с отложениям плиоценового возраста. Залежи на глубине 2,7-3,9 км.
Начальные запасы нефти 50 млн тонн, газа 30 млрд м3.
Оператором месторождение является Англо-арабская нефтяная компания Dragon Oil. Добыча нефти 2008 году составила 2 млн тонн.
На месторождении Джейтун добыча ведется с 18 старых скважин с продуктивных горизонтов, расположенных на глубинах 2300—2500 м.
В Джейтуне Dragon Oil установила буровую платформу LAM 21. Которая уже пробурила 3 скважины. Всего на месторождении планируется пробурить четыре эксплуатационные скважины.